# Список выпусков телепередачи «Мульт личности»
 Основная статья — «Мульт личности» 
Каждый выпуск разбит на сюжетные части, как правило, связанные единой тематической линией. Ею является наиболее обсуждаемое в мире событие на момент выхода выпуска в эфир (например, извержение вулкана Эйяфьядлайёкюдль в Исландии, которому был посвящён № 11).

## Первый сезон
| Номер   | Описание выпуска | Дата премьеры   | Персонажи (в порядке появления) |
| ------- | --- | --------------- | --- |
| 01 (01) | Андрей Аршавин в программе «Познер»; Максим Галкин и Алла Пугачёва в замке в деревне Грязь ночью; Юлия Тимошенко и Виктор Ющенко встречаются у газовой трубы: Ющенко пугается шипения газа, приняв его за шипение змеи; Дмитрий Дибров поздравляет жену с девятнадцатилетием и сразу бросает; Тимошенко и Ющенко декорируют трубу воздушными шариками с газом; Барак Обама обживает Овальный кабинет, секретарша готовит его к встрече с Берлускони, как тупого; Тина Канделаки проверяет на грамотность Анастасию Волочкову; Продолжается программа «Познер» с Андреем Аршавиным; Хиллари Клинтон назначает свидание Сергею Лаврову в Париже; Гус Хиддинк колдует для очередной победы сборной России по футболу и инструктирует Аршавина перед матчем; Филипп Киркоров готовится заменить Майкла Джексона; Максим Галкин развлекает по телефону Александра Лукашенко. | 15 ноября 2009  | Владимир Познер, Андрей Аршавин, Максим Галкин, Алла Пугачёва, Юлия Тимошенко, Виктор Ющенко, Дмитрий Дибров, секретарша Обамы, Барак Обама, Хиллари Клинтон, Тина Канделаки, Анастасия Волочкова, Сергей Лавров, Гус Хиддинк, Филипп Киркоров, Александр Лукашенко |
| 02 (02) | Разговор Гуса Хиддинка и Романа Абрамовича во время матча Словения — Россия; сцена ревности Елены Степаненко и Евгения Петросяна; Юлия Тимошенко и Виктор Ющенко едут в гости к Бараку Обаме; Награждение Никиты Михалкова; Михаил Задорнов в гостях у программы «Познер»; Тина Канделаки, Анастасия Волочкова, Лолита Милявская и Ксения Собчак готовятся к ограблению модного бутика; Максим Галкин требует у Аллы Пугачёвой «Народного артиста»; Хиллари Клинтон поёт любовную песню Сергею Лаврову прямо в зале заседания в Брюсселе. | 13 декабря 2009 | Гус Хиддинк, Роман Абрамович, Елена Степаненко, Евгений Петросян, Никита Михалков, Виктор Ющенко, Юлия Тимошенко, Владимир Познер, Михаил Задорнов, Анастасия Волочкова, Лолита Милявская, Ксения Собчак, Тина Канделаки, Максим Галкин, Алла Пугачёва, Барак Обама, Сергей Лавров, Хилари Клинтон, Ангела Меркель, Николя Саркози, Сильвио Берлускони |
| 03 (03) | Николай Басков признается Волочковой в любви к себе; Большой шахматный турнир имени Збигнева Бжезинского в Москве; Глеб Пьяных в гостях у программы «Познер»; Евгений Петросян в депрессии; Александр Лукашенко приехал к Бараку Обаме с планом захвата мира с помощью картошки; Анастасия Волочкова готовится к выборам; Алексей Кудрин в программе «Кто хочет стать миллионером»; Николя Саркози играет в шарады с членами НАТО; Юлия Тимошенко и Виктор Ющенко хотят вступить в НАТО. | 27 декабря 2009 | Николай Басков, Анастасия Волочкова, Екатерина Андреева, Барак Обама, Михаил Саакашвили, Александр Лукашенко, Николя Саркози, Юлия Тимошенко, Виктор Ющенко, Владимир Познер, Глеб Пьяных, Евгений Петросян, Елена Степаненко, Ксения Собчак, Дмитрий Дибров, Алексей Кудрин, Максим Галкин, Алла Пугачёва, Сильвио Берлускони, Ангела Меркель |
| 04 (04) | Новогоднее обращение Владимира Познера; Пародия на песню «Натуральный блондин» Николая Баскова; Лукашенко в засыпанном в снегах доме обращается к белорусам; Николя Саркози с Карлой Бруни; Барак Обама (перезагружая мир) поздравляет всех с Новым Годом; Сидящая в купе автомобиля Ангела Меркель поздравляет россиян с новым годом; Поздравление Аршавина с новым годом; Пародия на песню Пугачёвой и Галкина «Будь или не будь»; Частушки от Медведева и Путина; Новогоднее поздравление Петросяна и Степаненко; Поздравления Волочковой по телевизору; Песня от Берлускони. | 31 декабря 2009 | Владимир Познер, Николай Басков, Александр Лукашенко, Николя Саркози, Карла Бруни, Барак Обама, Ангела Меркель, Андрей Аршавин, Алла Пугачёва, Максим Галкин, Дмитрий Медведев, Владимир Путин, Евгений Петросян, Елена Степаненко, Анастасия Волочкова, Сильвио Берлускони, Юлия Тимошенко, Хилари Клинтон, Ксения Собчак, Тина Канделаки, Лолита Милявская, Сергей Лавров |
| 05 (05) | Сильвио Берлускони и Хиллари Клинтон; Александр Лукашенко в программе «Кто хочет стать миллионером»; Анастасии Волочковой подарили пистолет; Виктор Ющенко просит помощи у Гуса Хиддинка; Александр Лукашенко в лимузине Дмитрия Медведева; Николя Саркози и Карла Бруни в гостях у программы «Познер»; Модное московское кафе, Дмитрий Дибров просит совета у Аллы Пугачёвой; Лукашенко снится, как главы крупнейших мировых держав поздравляют Дмитрия Медведева и Владимира Путина со Старым Новым годом; подруги Екатерины Андреевой срывают прямой эфир новостей; Президентские выборы на Украине (2010). | 17 января 2010  | Хилари Клинтон, Сильвио Берлускони, Михаил Саакашвили, Виктор Ющенко, Александр Лукашенко, Юлия Тимошенко, Дмитрий Дибров, Анастасия Волочкова, Ксения Собчак, Гус Хиддинк, Дмитрий Медведев, Владимир Познер, Николя Саркози, Карла Бруни, Алла Пугачёва, Максим Галкин, Владимир Путин, Барак Обама, Ангела Меркель, Екатерина Андреева, Андрей Аршавин, Тина Канделаки, Арсений Яценюк, Виктор Янукович |
| 06 (06) | Юлия Тимошенко переживает из-за того, что народ её не любит; Александр Лукашенко просит сверло у Елизаветы II; Юрий Лужков и Михаил Задорнов стоят в пробке; Филипп Киркоров приехал к Бараку Обаме, чтобы стать новым королём поп-музыки; Никита Михалков в гостях у программы «Познер»; Геннадий Онищенко пытается запретить кокаин; Дмитрий Медведев обсуждает сериал «Школа» в Кремле вместе с Владимиром Жириновским, Аллой Пугачёвой, Никитой Михалковым, Геннадием Зюгановым, Тиной Канделаки и Владимиром Познером; Михаил Саакашвили звонит Хиллари Клинтон, а Сильвио Берлускони ему мешает; Русский дом в Ванкувере накануне Олимпийских игр. Перед эпизодами были показаны валентинки от Диброва, Аршавина, Лукашенко, Онищенко, Волочковой, Яценюка и Задорнова. | 13 февраля 2010 | Юлия Тимошенко, Алла Пугачёва, Виктор Янукович, Дмитрий Дибров, Елизавета II, Александр Лукашенко, Андрей Аршавин, Юрий Лужков, Михаил Задорнов, Арсений Яценюк, Филипп Киркоров, Барак Обама, Владимир Познер, Никита Михалков, Екатерина Андреева, Геннадий Онищенко, Дмитрий Медведев, Владимир Жириновский, Геннадий Зюганов, Тина Канделаки, Анастасия Волочкова, Михаил Саакашвили, Сильвио Берлускони, Сергей Лавров, Карла Бруни, Хилари Клинтон, Николя Саркози, Ангела Меркель, Евгений Плющенко, Лолита Милявская, Александр Овечкин, Ксения Собчак, Татьяна Тарасова, Максим Галкин, Николай Басков |
| 07 (07) | Татьяна Тарасова наставляет российских спортсменов; Никита Михалков у Александра Лукашенко; Максим Галкин пьяный; Юрий Лужков собирается сносить Красную площадь; Андрей Аршавин с Ксенией Собчак в ресторане; Лолита Милявская, Тина Канделаки и Анастасия Волочкова подбадривают Евгения Плющенко; Анастасия Волочкова делает в программе «Познер» фуэте, которое превращается в смерч; Аукцион «Ужин со знаменитостью»; Дмитрий Медведев и Владимир Путин прикрывают Евгения Устюгова. Между эпизодами Татьяна Тарасова комментирует олимпийский турнир фигуристов. Её сокомментаторы: Владимир Жириновский, Геннадий Зюганов, Александр Овечкин, Владимир Путин с Дмитрием Медведевым, Виктор Янукович, Михаил Задорнов, Роман Абрамович. | 28 февраля 2010 | Татьяна Тарасова, Александр Овечкин, Сергей Лавров, Филипп Киркоров, Юрий Лужков, Андрей Аршавин, Никита Михалков, Александр Лукашенко, Владимир Жириновский, Алла Пугачёва, Максим Галкин, Виктор Янукович, Геннадий Зюганов, Дмитрий Медведев, Михаил Задорнов, Ксения Собчак, Евгений Плющенко, Тина Канделаки, Анастасия Волочкова, Лолита Милявская, Роман Абрамович, Владимир Познер, Владимир Путин, Николай Басков, Сильвио Берлускони, Барак Обама, Хиллари Клинтон, Уле-Эйнар Бьёрндален, Евгений Устюгов                                                                                             |
| 08 (08) | Барак Обама просит денег у Александра Лукашенко, Анастасия Волочкова выигрывает 3 миллиона рублей у Диброва в Кто хочет стать миллионером? при помощи воспоминаний из прошлого по образцу фильма «Миллионер из трущоб», в программе «Познер» в гостях Роман Абрамович, а позже в той же программе в гостях Геннадий Онищенко; Александр Лукашенко и Анастасия Волочкова меняются телами, Алла Пугачёва возмущённо расспрашивает Максима Галкина о передаче «Кто хочет стать Максимом Галкиным?», Роман Абрамович учится отказывать просящим денег у Алексея Кудрина, которому затем не удаётся применять свою методику на Владимире Путине. Между эпизодами Юрий Лужков гоняется за Сергеем Зверевым по Красной площади, убеждает Евгения Петросяна не стрелять в Елену Степаненко, поёт про Москву, между другими эпизодами корреспондентка Екатерина Андреева берёт интервью у Владимира Жириновского, Никиты Михалкова, Николя Саркози с Карлой Бруни, и у Николая Баскова об Оскаре и о будущем Московском международном кинофестивале, в остальных эпизодах Зюганов приходит раскулачивать Романа Абрамовича, Николая Баскова и Владимира Жириновского. | 21 марта 2010   | Сергей Зверев, Юрий Лужков, Екатерина Андреева, Владимир Жириновский, Александр Лукашенко, Барак Обама, Никита Михалков, Дмитрий Дибров, Анастасия Волочкова, Роман Абрамович, Николя Саркози, Карла Бруни, Владимир Познер, Николай Басков, Елена Степаненко, Евгений Петросян, Геннадий Онищенко, Геннадий Зюганов, Максим Галкин, Алла Пугачёва, Алексей Кудрин, Владимир Путин |
| 09 (09) | Жириновский в кафе встречает Аршавина, Плющенко и Баскова, Геннадий Онищенко пытается исправить Ксению Собчак, Киркоров хочет вступить в партию Жириновского, в ресторане «Националь» города Москва Клинтон встречает Лаврова, во Дворце конгрессов в Лондоне саммит с участием Барака Обамы, Сильвио Берлускони, Ангелы Меркель, Сергея Лаврова, Николя Саркози с Карлой Бруни и Елизаветы II, Медведев в шутку передаёт президентские полномочия Зюганову, а когда тот принимает всё всерьёз, приказывает отменить встречу с Жириновским, Лукашенко просит Волочкову и Собчак научить его танцевать, случай на яхте Романа Абрамовича, Клинтон просит у Степаненко помощи в любовных делах, Путин и Медведев пытаются взломать код сейфа Алексея Кудрина. Между эпизодами в парикмахерский салон Сергея Зверева приходят Канделаки, Тарасова, Петросян, Волочкова, Пугачёва с Галкиным, Жириновский, Аршавин, Зюганов. | 4 апреля 2010   | Владимир Жириновский, Андрей Аршавин, Евгений Плющенко, Николай Басков, Сергей Зверев, Тина Канделаки, Геннадий Онищенко, Ксения Собчак, Татьяна Тарасова, Филипп Киркоров, Евгений Петросян, Сергей Лавров, Хилари Клинтон, Анастасия Волочкова, Барак Обама, Сильвио Берлускони, Ангела Меркель, Николя Саркози, Карла Бруни, Елизавета II, Алла Пугачёва, Максим Галкин, Геннадий Зюганов, Дмитрий Медведев, Александр Лукашенко, Роман Абрамович, Лолита Милявская, Елена Степаненко, Владимир Путин, Алексей Кудрин                                                                                        |
| 10 (10) | Саакашвили организует свои похороны; Пугачёва организует свой день рождения. Глеб Пьяных объявляет в «Программе Максимум» о похоронах и дне рождения, а потом едет на день рожденья, Ющенко помогает Саакашвили организовать похороны, Лолита и Волочкова идут на день рождения, Киркоров собирается на похороны, Канделаки не может решиться, куда пойти, Басков идёт на похороны, Лукашенко узнаёт, что день рождения и похороны проводятся в одном и том же ресторане, на яхте Абрамовича Берлускони и Саркози песнями просят у него помощи Греции, Тимошенко пытается подарить Алле шубу с ценником в 2 миллиарда евро, а потом Саакашвили — кинжал с тем же ценником, Саакашвили падает в торт от удара Галкина по лицу, Киркоров поёт об этом вечере. | 3 мая 2010      | Михаил Саакашвили, Алла Пугачёва, Максим Галкин, Глеб Пьяных, Виктор Ющенко, Лолита Милявская, Анастасия Волочкова, Филипп Киркоров, Тина Канделаки, Сергей Зверев, Николай Басков, Александр Лукашенко, Сильвио Берлускони, Николя Саркози, Роман Абрамович, Юлия Тимошенко |
| 11 (11) | Пугачёва посылает Галкина в армию, Владимир Познер застревает в лифте с Басковым, Аршавин не боится армии, у Берлускони сломалась машина «УАЗ-Патриот», Басков радуется армии, Киркоров собирается в армию, Зюганов требует у Кудрина пятьдесят тысяч за останки своей машины, Волочкова решается ехать в армию, Зюганов по совету Берлускони пытается приударить за Карлой Бруни, Галкин приходит к Онищенко за советом по отмазке от армии, Галкин прячется в квартире Петросяна, саммит обсуждает ситуацию в Греции, а королева Англии «никого не узнаёт», Галкин узнаёт правду о генерале, Киркоров, Пугачёва и Галкин пытаются доехать до дачи. | 16 мая 2010     | Екатерина Андреева, Максим Галкин, Алла Пугачёва, Владимир Познер, Николай Басков, Андрей Аршавин, Сильвио Берлускони, Ангела Меркель, Сергей Лавров, Филипп Киркоров, Геннадий Зюганов, Алексей Кудрин, Анастасия Волочкова, Карла Бруни, Николя Саркози, Геннадий Онищенко, Евгений Петросян, Елизавета II, Сергей Зверев |
| 12 (12) | Дибров, Собчак, Галкин, Абрамович, Петросян, Михалков, Задорнов, Пьяных, Тарасова, Канделаки, Андреева, Волочкова, Саакашвили, Киркоров, Клинтон, Басков, Жириновский, Лолита, Меркель застряли в аэропорту из-за извержения вулкана в Исландии, Зюганов сошёл с ума, а Онищенко гоняется за ним по всей Москве, Аршавин под пытками Александра Лукашенко, Лукашенко — маляр во Дворце Конгрессов, Обама, Меркель, Саркози проводят саммит в одурманенном краской сознании, Саакашвили предлагает Владимиру Познеру отвезти его в Милан, а потом отказывается везти Резника, Чубайс показывает Кудрину нанотанк, а потом поёт о нанотехнологиях. Между эпизодами в аэропорту подходит Илья Резник и всех раздражает своей поэзией. | 23 мая 2010     | Дмитрий Дибров, Ксения Собчак, Максим Галкин, Илья Резник, Екатерина Андреева, Геннадий Зюганов, Лолита Милявская, Геннадий Онищенко, Роман Абрамович, Никита Михалков, Михаил Задорнов, Евгений Петросян, Барак Обама, Глеб Пьяных, Татьяна Тарасова, Тина Канделаки, Андрей Аршавин, Александр Лукашенко, Анастасия Волочкова, Виктор Ющенко, Михаил Саакашвили, Филипп Киркоров, Ангела Меркель, Николя Саркози, Хилари Клинтон, Николай Басков, Владимир Жириновский, Владимир Познер, Анатолий Чубайс, Алексей Кудрин                                                                                      |
| 13 (13) | Кудрин, Меркель, Берлускони и Лукашенко пытаются выяснить, кто из героев сериала — настоящий, Жириновский воспитывает малыша, которого притащила Канделаки. Киркоров, Волочкова, Лолита, Басков терпят кораблекрушение, Канделаки, Петросян, Басков, Дроздов, Киркоров, Резник, Собчак, Онищенко, Галкин, Задорнов, Зверев, Волочкова, Дибров попали на необитаемый остров, который оказывается окрестностями Сочи. Аршавин, Овечкин, Плющенко, Тарасова, Волочкова, Собчак, Жириновский поют о Сочи-2014. Между эпизодами Дроздов появляется в наблюдениях редкой природы. | 14 июня 2010    | Алексей Кудрин, Ангела Меркель, Сильвио Берлускони, Александр Лукашенко, Карла Бруни, Владимир Жириновский, Тина Канделаки, Татьяна Тарасова, Сергей Зверев, Ксения Собчак, Филипп Киркоров, Анастасия Волочкова, Лолита Милявская, Николай Басков, Евгений Петросян, Николай Дроздов, Илья Резник, Геннадий Онищенко, Максим Галкин, Михаил Задорнов, Дмитрий Дибров, Андрей Аршавин, Александр Овечкин, Евгений Плющенко |

## Второй сезон
| Номер   | Описание выпуска | Дата премьеры    | Персонажи (в порядке появления) |
| ------- | --- | ---------------- | --- |
| 01 (14) | В гостях программы «Познер» Александр Пушкин, Григорий Перельман отказывается получить миллион за гипотезу, Дик Адвокат разговаривает по телефону с Гусом Хиддинком, Барак Обама благодарит Перельмана за алгоритм, помогающий очистить океан от нефти, а тот просит в награду десять куриных яиц и два помидора, Сильвио Берлускони уговаривает Никиту Михалкова снять фильм «для взрослых», в Москве Жириновский, Басков и Обама в очереди к единственному прохладному месту в городе — мавзолею Ленина, по просьбе Аллы Пугачёвой Михаил Задорнов изгоняет мульт-духов из Максима Галкина, Путин поёт о поездке на автомобиле «Лада-Калина». Между эпизодами в программе «Детектор лжи» с Андреем Малаховым участвуют Волочкова, Владимир Жириновский, Зверев, Перельман, Илюмжинов, Евгений Петросян со Еленой Степаненко. | 26 сентября 2010 | Андрей Малахов, Анастасия Волочкова, Владимир Познер, Александр Пушкин, Григорий Перельман, Владимир Жириновский, Дик Адвокат, Гус Хиддинк, Андрей Аршавин, Барак Обама, Сергей Зверев, Никита Михалков, Сильвио Берлускони, Николай Басков, Кирсан Илюмжинов, Михаил Задорнов, Алла Пугачёва, Максим Галкин, Евгений Петросян, Елена Степаненко, Владимир Путин, Алексей Кудрин, Сергей Миронов, Геннадий Онищенко, Борис Грызлов |
| 02 (15) | Басков и Фёдорова на свидании в ресторане, у Баскова конфликт с Валуевым, который пытается раздуть Фёдорова. Корреспонденты Первого канала об идее переименования милиции в полицию расспрашивают Аршавина, Жириновского, Онищенко, Резника, Задорнова, Зверева, Ющенко. Попытка переговоров Лаврова и Уго Чавеса. Волочкова и Фёдорова в ДТП. Валуев и Канделаки смотрят бокс по телевизору. Басков и Федорова в постели. Плющенко безуспешно учит Тарасову писать SMS. Гузеева поёт о замужестве. Между эпизодами в передаче «Давай поженимся» с Ларисой Гузеевой Овечкин сватается к Волочковой, Киркоров и Басков — к Джоли, Собчак, Лолита, Канделаки и Гузеева — к Абрамовичу. | 10 октября 2010  | Николай Басков, Оксана Фёдорова, Николай Валуев, Екатерина Андреева, Андрей Аршавин, Владимир Жириновский, Геннадий Онищенко, Илья Резник, Михаил Задорнов, Сергей Зверев, Виктор Ющенко, Сергей Лавров, Уго Чавес, Анастасия Волочкова, Лариса Гузеева, Александр Овечкин, Тина Канделаки, Анджелина Джоли, Филипп Киркоров, Евгений Плющенко, Татьяна Тарасова, Лолита Милявская, Ксения Собчак, Роман Абрамович, Никита Михалков. |
| 03 (16) | Миронов и Грызлов проводят перепись населения. Владимир Жириновский и Зюганов возятся в гараже. Александр Лукашенко просит денег для выборов у Кудрина, Берлускони, Елизаветы II, Меркель и Илюмжинова. Меркель, Зверев, Песков и Тимошенко участвуют в конкурсе двойников Анджелины Джоли. Дмитрий Дибров, Ксения Собчак, Андрей Аршавин, Екатерина Андреева и Владимир Познер поют о переписи. | 24 октября 2010  | Сергей Миронов, Борис Грызлов, Андрей Аршавин, Дик Адвокат, Геннадий Зюганов, Владимир Жириновский, Ксения Собчак, Алексей Кудрин, Александр Лукашенко, Сильвио Берлускони, Лариса Гузеева, Елизавета II, Два личных Солдата-охранника Елизаветы II, Ангела Меркель, Дмитрий Дибров, Сергей Зверев, Алла Пугачёва, Анджелина Джоли, Кирсан Илюмжинов, Николай Валуев, Елена Степаненко, Евгений Петросян, Владимир Путин, Екатерина Андреева, Владимир Познер. |
| 04 (17) | Малахов, Дибров, Губерниев и Канделаки ведут концерт, посвящённый Дню милиции (бесплатно). На концерт приходят Басков, Онищенко, Петросян со Степаненко, Лукашенко, а Валуев в качестве охранника не пускает на сцену Зверева. Резник слушает критику от Анатолия Чубайса в адрес его песни к юбилею компании «Роснано», обоснованную тем, что это переделанные стихи Александра Пушкина (выясняется, что Резнику стихи придумывал Пушкин, заключённый в подвале). На яхте — вечеринка Хэллоуин. Резник пытается помочь Валуеву завоевать сердце Ксении Собчак стихами, но в конечном счете боксер справляется с этим в одиночку. Собчак, Петросян, Перельман, Волочкова и Познер отмечают ровно год с момента основания «Мультличностей». На концерте Сергей Безруков исполняет песню, посвящённую работникам милиции. | 14 ноября 2010   | Андрей Малахов, Дмитрий Дибров, Дмитрий Губерниев, Тина Канделаки, Николай Басков, Илья Резник, Анатолий Чубайс, Александр Пушкин, Сергей Зверев, Николай Валуев, Геннадий Онищенко, Алексей Кудрин, Дмитрий Медведев, Филипп Киркоров, Евгений Петросян, Михаил Задорнов, Хиллари Клинтон, Александр Лукашенко, Елена Степаненко, Григорий Перельман, Анастасия Волочкова, Владимир Познер, Сергей Безруков |
| 05 (18) | Королева Елизавета II выражает своё недовольство по поводу застройки Лужковым Лондона и порчи Биг Бена. Медведев и Путин, в свою очередь, отправляют его в Ватикан к Папе Бенедикту XVI, а затем намереваются отправить его же в Польшу. Шоу «Лёд и пламень». Тарасова спорит с Дибровым, Гузеевой и Резником об оценках выступлений. Губерниев и Малахов не могут устоять на льду. Машины Петросяна, Лолиты, Миронова и Зверева, а потом и эвакуатор Безрукова отбуксировали на штрафстоянку. Валуев скорбит о смерти хомяка, а потом исполняет парный танец на льду с Овечкиным. Бенедикт XVI и Елизавета II танцуют в стиле 60-х под песню The Beatles. Познеру снится, что он поет песню под гитару. | 12 декабря 2010  | Екатерина Андреева, Елизавета II, Юрий Лужков, Дмитрий Медведев, Бенедикт XVI, Владимир Путин, Лолита Милявская, Евгений Плющенко, Илья Резник, Татьяна Тарасова, Лариса Гузеева, Дмитрий Дибров, Ксения Собчак, Александр Овечкин, Евгений Петросян, Сергей Зверев, Сергей Миронов, Сергей Безруков, Андрей Малахов, Дмитрий Губерниев, Николай Валуев, Николай Басков, Оксана Фёдорова, Владимир Познер |
| 06 (19) | Ночь песен. Петросян и Степаненко «зажигают» на публике. Звучат поздравления с праздником от Лолит Милявских (нарисованной и настоящей), Сергея Миронова и Бориса Грызлова, Сильвио Берлускони, Аллы Пугачевой, Ангелы Меркель, Николя Саркози и Карлы Бруни. Королева Англии поздравляет всех с Новым годом по телефону. Пугачева поёт о прошедшем годе из люка на крыше летающего лимузина. Юрий Лужков поет песню о своей отставке, пролетая над Москвой на воздушных шарах. Александр Лукашенко поёт о нуждах Белоруссии. Как и в прошлом году, в программе частушки от Медведева и Путина. Овечкин, Губерниев, Тарасова, Волочкова и Плющенко исполняют песню о выступлениях на шоу «Лёд и пламень». Чубайс докладывает об успехах нанотехнологий за год. | 31 декабря 2010  | Евгений Петросян, Елена Степаненко, Лолита Милявская, Сергей Миронов, Борис Грызлов, Сильвио Берлускони, Ангела Меркель, Елизавета II, Два личных Солдата-охранника Елизаветы II, Сергей Лавров, Барак Обама, Анджелина Джоли, Дик Адвокат, Виктор Янукович, Бенедикт XVI, Максим Галкин, Алла Пугачёва, Юрий Лужков, Никита Михалков, Сергей Зверев, Илья Резник, Татьяна Тарасова, Николай Валуев, Ксения Собчак, Тина Канделаки, Геннадий Зюганов, Владимир Жириновский, Александр Лукашенко, Геннадий Онищенко, Алексей Кудрин, Уго Чавес, Николя Саркози, Карла Бруни, Владимир Путин, Дмитрий Медведев, Дмитрий Губерниев, Анастасия Волочкова, Александр Овечкин, Евгений Плющенко, Анатолий Чубайс |
| 07 (20) | Набор в Звёздный отряд полицейской академии (ЗОПА). Экзамен успешно сдают Максим Галкин, Дмитрий Дибров, Филипп Киркоров, Николай Валуев, Лолита Милявская, Николай Басков, Сергей Зверев, Андрей Аршавин. Командование новичками-рядовыми принимает из рук генерала Нургалиева человек, который знает о криминальном мире и психологии всё — сержант Пьяных (все, кроме Нургалиева и Лолиты Милявской, — с офицерскими погонами). Новый мэр Москвы Сергей Собянин решает важные городские проблемы и пресекает попытки коррупции. Одним из его советников выступает Михаил Задорнов, предлагающий по одним улицам («зелёным») пустить только зелёные машины (во избежание пробок), а другие — «нагреть докрасна», чтобы они расширились ещё на пару полос. В Звёздном отряде больше всех страдает Филипп Киркоров, особенно от рук (и ног) учителя английского языка Виталия Мутко. Зверев, Галкин, Басков, Аршавин и Валуев пробуют себя в роли полицейских на деле, но справляются с переменным успехом. Собянин поёт о своём вступлении в должность мэра. | 13 марта 2011    | Геннадий Онищенко, Рашид Нургалиев, Борис Грызлов, Максим Галкин, Дмитрий Дибров, Филипп Киркоров, Николай Валуев, Лолита Милявская, Николай Басков, Сергей Зверев, Глеб Пьяных, Андрей Аршавин, Сергей Собянин, Анджелина Джоли, Виталий Мутко, Алла Пугачёва, Анастасия Волочкова, Елизавета II, Михаил Задорнов |
| 08 (21) | Басков, Федорова и Дибров с величайшим трудом проводят концерт. Королева Елизавета II зовет гостей на свадьбу своего внука, просит совета у Хиллари Клинтон и слушает идейную речь Лукашенко. Волочкова планирует празднование Дня дуры. Валуев и Аршавин останавливают машину Михалкова, чтобы его оштрафовать, и тщетно пытаются угодить его требованиям к актёрам. В гостях у Познера Виталий Мутко, Дик Адвокат и Андрей Аршавин безуспешно пытаются объяснить журналисту новую схему проведения чемпионатов России по футболу. Дик Адвокат исполняет песню о проблемах российского футбола. | 3 апреля 2011    | Николай Басков, Оксана Фёдорова, Дмитрий Дибров, Барак Обама, Елизавета II, Сильвио Берлускони, Роман Абрамович, Филипп Киркоров, Александр Лукашенко, Ксения Собчак, Тина Канделаки, Анастасия Волочкова, Хиллари Клинтон, Сергей Зверев, Татьяна Тарасова, Николай Валуев, Андрей Аршавин, Никита Михалков, Владимир Познер, Виталий Мутко, Дик Адвокат |
| 09 (22) | О слишком большом наплыве российских туристов в Египет рассуждают, как о войне; туристическое радио голосом Николая Баскова передаёт сводки с передовой активного отдыха. Сергей Собянин и Геннадий Онищенко организовали вооружённую (огнетушителями) борьбу с курением. Геннадий Зюганов проводит в Москве субботник с участием звезд. Сотрудник Звездного отряда Полицейской академии Филипп Киркоров и Глеб Пьяных не дают друг другу совершить самоубийство, а затем помогают в этом Саакашвили. На «Факторе А» Алла Пугачева отбирает гостей к себе на день рождения, а потом решает отмечать его одна, после чего поёт о себе. | 17 апреля 2011   | Дмитрий Дибров, Дмитрий Губерниев, Ксения Собчак, Екатерина Андреева, Сергей Собянин, Геннадий Онищенко, Андрей Аршавин, Максим Галкин, Михаил Задорнов, Лолита Милявская, Михаил Боярский, Андрей Малахов, Сергей Зверев, Владимир Жириновский, Геннадий Зюганов, Анастасия Волочкова, Лариса Гузеева, Ксения Собчак, Николай Дроздов, Роман Абрамович, Григорий Перельман, Филипп Киркоров, Алла Пугачёва, Глеб Пьяных, Михаил Саакашвили, Николай Басков, Мадлен Петров |
| 10 (23) | Наутро после свадьбы принца Уильяма и Кейт Миддлтон Королева Елизавета обнаруживает дворец в полной разрухе и потихоньку вспоминает события торжества. Никита Михалков создает Бесогон TV. Полицейские Владимир Жириновский (майор) и Дмитрий Дибров (сержант, но с погонами подполковника) ночью натыкаются на Ксению Собчак, Лолиту Милявскую, Ларису Гузееву и Анастасию Волочкову, пришедших стричься к Сергею Звереву и пытаются их задержать, считая, что они проститутки. Андрей Аршавин становится капризным. Набор в Космический отряд Звездных личностей (КОЗЛ). Отбор проходят Максим Галкин, Николай Валуев, Николай Басков, Лолита Милявская, Ксения Собчак, Анастасия Волочкова. Юные космонавты тут же получают задание: остановить астероид, надвигающийся на Землю. Они поют о своём полёте. | 15 мая 2011      | Екатерина Андреева, Елизавета II, Два личных Солдата-охранника Елизаветы II, Солдаты-охранники замка Елизаветы II, Александр Лукашенко, Барак Обама, Сильвио Берлускони, Сергей Лавров, Карла Бруни, Андрей Аршавин, Роман Абрамович, Анджелина Джоли, Хилари Клинтон, Никита Михалков, Владимир Жириновский, Ксения Собчак, Лолита Милявская, Лариса Гузеева, Анастасия Волочкова, Сергей Зверев, Анатолий Чубайс, Борис Грызлов, Геннадий Онищенко, Николай Валуев, Максим Галкин, Николай Басков, Дик Адвокат |
| 11 (24) | В программе «Мульт личности» впервые появляется Стас Михайлов — буквально в каждом скетче. После пресс-конференции в Сколково Президент России Дмитрий Медведев выступил перед участниками программы «Мульт личности». Репортаж с Каннского фестиваля: свои фильмы на фестиваль привезли Ксения Собчак, Владимир Жириновский с Геннадием Зюгановым, а Владимир Познер снялся в главной роли в боевике. Ожидающая двойню Карла Бруни срывает саммит «большой семёрки с половиной». Глеб Пьяных раскрывает подробности личной жизни Лолиты и её нового супруга — тренера по фитнесу. Стас Михайлов поет о своем надоедании людям. | 29 мая 2011      | Екатерина Андреева, Стас Михайлов, Дмитрий Медведев, Алексей Кудрин, Виталий Мутко, Григорий Перельман, Александр Лукашенко, Ксения Собчак, Лариса Гузеева, Николай Валуев, Владимир Познер, Андрей Малахов, Владимир Жириновский, Глеб Пьяных, Геннадий Зюганов, Анатолий Чубайс, Геннадий Онищенко, Анджелина Джоли, Борис Грызлов, Уго Чавес, Никита Михалков, Анастасия Волочкова, Ангела Меркель, Сильвио Берлускони, Николя Саркози, Карла Бруни, Лолита Милявская, Елизавета II, Андрей Аршавин, Роман Абрамович |
| 12 (25) | М.Прохоров представляет «Ё-мобиль» и поёт о нём песню. С.Миронов привыкает к реалиям жизни простого обывателя: стоит в пробке с Н.Михалковым, пробует покупать деликатесы в обычном супермаркете по «думским ценам», учится подниматься с тяжёлыми пакетами по лестнице без думского лифта, пытается пройти без очереди в ночной клуб. Л.Гузеева учредила турагентство и предлагает интересные горящие варианты путевок А.Волочковой, Н.Валуеву, А.Аршавину, Б.Обаме, В.Мутко и Елизавете II. Аукцион по продаже таланта А.Аршавина — переволновавшийся футболист засыпает, и ему снится сон, в котором аукционный молоток оказывается в руках Д.Диброва, а среди потенциальных покупателей — К.Собчак, А.Волочкова и Г.Онищенко, причём последний за 100 000 долларов покупает Аршавина на органы. Концерт в честь Дня выпускников. Выступают с песнями-воспоминаниями школьных лет Н.Басков, Лолита, М.Боярский, С.Миронов и А.Пугачева. | 13 июня 2011     | Ксения Собчак, Тина Канделаки, Анастасия Волочкова, Сергей Зверев, Александр Лукашенко, Михаил Прохоров, Мадлен Петров, Никита Михалков, Сергей Миронов, Владимир Жириновский, Николай Валуев, Лариса Гузеева, Виталий Мутко, Андрей Аршавин, Барак Обама, Елизавета II, Дик Адвокат, Дмитрий Дибров, Гус Хиддинк, Геннадий Онищенко, Николай Басков, Лолита Милявская, Михаил Боярский, Алла Пугачёва |
| 13 (26) | Данная серия — пародия на фильм «Добро пожаловать, или Посторонним вход воспрещён». Действия разворачиваются в звёздном лагере отдыха (З.Л.О.). Из-за того, что Глеб Пьяных рассказал начальнику лагеря Зюганову о том, что Галкин «при помощи средств личной гигиены пытался оскорблять девочек» (намазать зубной пастой, пока они спят), Галкина исключают из лагеря. Позже он думает, что будет, если Пугачёва узнает об этом, и решает спрятаться под трибуной, о чём узнаёт Пьяных и снова доносит Зюганову, однако тот ничего не предпринимает. Вечер, начинается концерт, и в лагерь на концерт приезжает Алла, чтобы узнать, как Макс. Не увидев его, она выступает сама (с песней о Муаммаре Каддафи), после чего прыгает на трибуне, пол не выдерживает, и Алла проваливается в подтрибунное помещение, где и находит Макса. В конце все мульт-личности поют песню, и в ней объявляется о конце сезона. Между эпизодами к мульт-личностям подходит Сергей Миронов с вопросом: «А чё это вы тут делаете, а?»                                         | 3 июля 2011      | Геннадий Зюганов, Николай Валуев, Максим Галкин, Филипп Киркоров, Сергей Зверев, Дмитрий Дибров, Ксения Собчак, Анастасия Волочкова, Андрей Аршавин, Лолита Милявская, Николай Басков, Сергей Миронов, Геннадий Онищенко, Тина Канделаки, Барак Обама, Алла Пугачёва, Никита Михалков, Михаил Боярский, Илья Резник, Глеб Пьяных, Оксана Фёдорова, Стас Михайлов, Юрий Лужков, Владимир Жириновский, Александр Лукашенко, Роман Абрамович, Михаил Прохоров, Елизавета II, Владимир Познер |

## Третий сезон
| Номер   | Описание выпуска | Дата премьеры        | Персонажи (в порядке появления) |
| ------- | --- | -------------------- | --- |
| 01 (27) | Елизавета II получает новости о беспорядках в Лондоне и даёт отпор мародёрам. Тимошенко и Ющенко пытаются сбежать из тюрьмы. Михаил Прохоров берёт консультации по вопросам политики у Жириновского и Зюганова, а затем узнаёт о своём исключении из своей же партии. Валентина Матвиенко (вместе с Волочковой, Собчак и Канделаки) поёт о своём переезде из Петербурга в Москву. В программе «Познер» Роберто Карлос, который затем поёт о переходе в махачкалинский «Анжи». | 9 октября 2011 года  | Елизавета II, Два личных Солдата-охранника Елизаветы II, Солдат-садовник Елизаветы II, Люди в масках, Андрей Аршавин, Мадлен Петров, Роман Абрамович, Юрий Лужков, Юлия Тимошенко, Виктор Ющенко, Михаил Прохоров, Владимир Жириновский, Геннадий Зюганов, Валентина Матвиенко, Екатерина Андреева, Тина Канделаки, Ксения Собчак, Анастасия Волочкова, Владимир Познер, Роберто Карлос, Дик Адвокат, Филипп Киркоров |
| 02 (28) | Геннадий Онищенко предупреждает об осенней депрессии, звёзды об этом говорят. Александр Лукашенко нашёл выход из кризиса через Китай. Звёзды едут на проект «Специальное задание» под руководством генерал-лейтенанта Владимира Жириновского и майора Сергея Зверева. | 23 октября 2011 года | Геннадий Онищенко, Анастасия Волочкова, Никита Михалков, Николай Басков, Стас Михайлов, Ксения Собчак, Александр Лукашенко, Николай Валуев, Андрей Аршавин, Дмитрий Губерниев, Лолита Милявская, Андрей Малахов, Оксана Фёдорова, Филипп Киркоров, Владимир Жириновский, Сергей Зверев, Мадлен Петров |
| 03 (29) | Алла Пугачёва переехала в замок «Деревня „Грязь“». Ксения Собчак отмечает свой юбилей, а никто из приглашённых не пришёл, будучи ею, так или иначе, оскорблён. Открыт новый бутик Филиппа Киркорова. Алексей Кудрин прощается навсегда со своим постом и с деньгами. | 6 ноября 2011 года   | Екатерина Андреева, Алла Пугачёва, Максим Галкин, Ксения Собчак, Мадлен Петров, Николай Басков, Анастасия Волочкова, Дмитрий Дибров, Андрей Аршавин, Филипп Киркоров, Лолита Милявская, Сергей Зверев, Оксана Фёдорова, Андрей Малахов, Рашид Нургалиев, Валентина Матвиенко, Алексей Кудрин |
| 04 (30) | После 6 лет реконструкции в Большом театре проводится его открытие, и звёзды поют об этом. Максим Галкин готовится к своему концерту. Задорнов, Дроздов, Илюмжинов и Канделаки участвуют в экспедиции по поиску Снежного человека, которой руководит Валуев. Проводятся политические дебаты кандидатов в Государственную Думу на политической арене в виде арены цирка. | 27 ноября 2011 года  | Екатерина Андреева, Анастасия Волочкова, Сергей Собянин, Николай Басков, Стас Михайлов, Ксения Собчак, Тина Канделаки, Андрей Аршавин, Николай Валуев, Филипп Киркоров, Лолита Милявская, Дмитрий Дибров, Владимир Жириновский, Никита Михалков, Елизавета II, Владимир Познер, Геннадий Онищенко, Максим Галкин, Алла Пугачёва, Николай Дроздов, Кирсан Илюмжинов, Михаил Задорнов, Геннадий Зюганов, Владимир Жириновский, Михаил Прохоров |
| 05 (31) | Тина Канделаки убеждает Ксению Собчак в том, что самое лучшее место для праздника — санаторий в Тульской области. Звезды и политики решают, где встретить Новый год. Владимир Жириновский предлагает всем политикам встретить Новый год вместе — в складчину. Николай Басков планирует работать всю новогоднюю ночь, но Филипп Киркоров соблазняет его поездкой в Паттайю, после чего забирает его концерты. Дмитрий Дибров зазывает Лолиту к себе на дачу. Алла Пугачева и Максим Галкин планируют праздновать Новый год по-семейному. Кроме того: опасные гастроли Юрия Лужкова, Сергей Лавров — несколько нот (песен) для НАТО, Андрей Аршавин готовится к Евро-2012. В разных сюжетах Илья Резник стихами просится к кому-нибудь в гости. | 11 декабря 2011 года | Екатерина Андреева, Тина Канделаки, Ксения Собчак, Илья Резник, Владимир Жириновский, Геннадий Зюганов, Николай Басков, Филипп Киркоров, Сергей Миронов, Лолита Милявская, Дмитрий Дибров, Борис Грызлов, Алла Пугачёва, Максим Галкин, Валентина Матвиенко, Геннадий Онищенко, Юрий Лужков, Сергей Лавров, Мадлен Петров, Андрей Аршавин, Дик Адвокат |
| 06 (32) | Полюбившиеся зрителям мульты, засучив свои мультяшные рукава, принялись за постановку сказки «Морозко» для детского новогоднего праздника. Режиссуру, конечно же, доверили мульту Н.Михалкова, а в главных ролях сыграли мульты Н. Баскова, А. Волочковой, В. Жириновского, Ф. Киркорова, Д. Диброва, А. Пугачевой и др. Все они предстанут в красочных образах героев сказки, среди которых Баба-Яга, Иван, Настенька, мачеха и все остальные. Как и в реальной жизни, режиссёр распределяет роли, ставит перед актерами художественную задачу, проводит репетиции. Актеры активно проявляют свою индивидуальность и предлагают собственные трактовки сюжета. | 25 декабря 2011 года | Никита Михалков, Ксения Собчак, Филипп Киркоров, Владимир Жириновский, Анастасия Волочкова, Дмитрий Дибров, Николай Басков, Алла Пугачёва, Максим Галкин, Никита Михалков, Сергей Зверев, Андрей Аршавин, Николай Валуев, Дмитрий Губерниев, Михаил Задорнов, Глеб Пьяных |
| 07 (33) | Фрагменты из новогодней программы Оливье-шоу. Николя Саркози поёт о том, как он разговаривает по телефону с каждым дозвонившимся и в то же время занимается хозяйством дома. Собянин подводит итоги прошедшего года. Елизавета II поёт о том, что было в прошедшем году. Выступление Сильвио Берлускони о себе. Киркоров поздравляет с Новым Годом. Наоми Кэмпбелл поёт о собственной нынешней жизненной ситуации. Алла Пугачёва рассказывает о том, что она будет (а главным образом — не будет) делать в следующем году. Ангела Меркель поёт о результатах прошедшего года. Барак Обама и Хиллари Клинтон поют в стиле рэп о планах на будущий год. | 31 декабря 2011 года | Карла Бруни, Николя Саркози, Ангела Меркель, Барак Обама, Сильвио Берлускони, Сергей Собянин, Елизавета II, Два личных Солдата-охранника Елизаветы II, Филипп Киркоров, Наоми Кэмпбэлл, Анастасия Волочкова, Ксения Собчак, Алла Пугачёва, Хиллари Клинтон |
| 08 (34) | Алла Пугачёва и Максим Галкин смотрят видеоролик, как они проводили свадебный банкет. Зюганов и Жириновский говорят Прохорову, что он должен подобрать невесту, объясняя, что без жены у любого кандидата в президенты нет шансов на победу. Николай Басков разработал план о дальнейшей совместной жизни с Анастасией Волочковой после их свадьбы. Прохоров просит помощи у Ларисы Гузеевой подобрать невесту, после чего собирается решать этот вопрос сам. Анатолий Чубайс поёт о том, как он любит Авдотью Смирнову. | 4 февраля 2012 года  | Максим Галкин, Алла Пугачёва, Андрей Аршавин, Николай Валуев, Андрей Малахов, Валентина Матвиенко, Александр Познер, Филипп Киркоров, Дмитрий Дибров, Илья Резник, Мадлен Петров, Михаил Прохоров, Геннадий Зюганов, Владимир Жириновский, Анастасия Волочкова, Николай Басков, Лариса Гузеева, Анатолий Чубайс |
| 09 (35) | «Мульты» отправились на каток в Парке Горького. Лавров поёт о том, что он думает о проблеме Курильских островов. | 26 февраля 2012 года | Екатерина Андреева, Ксения Собчак, Лолита Милявская, Евгений Плющенко, Михаил Задорнов, Дмитрий Губерниев, Тина Канделаки, Дмитрий Дибров, Максим Галкин, Алла Пугачёва, Филипп Киркоров, Татьяна Тарасова, Николай Басков, Андрей Аршавин, Николай Валуев, Сергей Лавров, Николя Саркози, Хилари Клинтон, Ангела Меркель, Сергей Зверев, Григорий Перельман, Александр Лукашенко, Сергей Собянин, Михаил Прохоров, Анастасия Волочкова |
| 10 (36) | Выпуск посвящён «продолжению» проекта «Две звезды» — проекту «Три звезду» с его новым ведущим — Дмитрием Нагиевым (кстати, его «мульт» так же изобретателен в своих комментариях, как и его прототип). Состав жюри практически полностью повторяет реальное шоу. Но песни, которые исполняют наши персонажи, система оценок и реакции жюри — целиком и полностью в стиле «Мульта». На суд зрителей свои номера представят Алла Пугачева и Максим Галкин, Филипп Киркоров и стул, Гус Хиддинк и Роберто Карлос, Сергей Зверев, и, наконец, ещё одна «мультяшная премьера» — Григорий Лепс. | 18 марта 2012 года   | Дмитрий Нагиев, Валентина Матвиенко, Михаил Боярский, Лолита Милявская, Сергей Зверев, Алла Пугачёва, Максим Галкин, Филипп Киркоров, Ксения Собчак, Григорий Лепс, Роберто Карлос, Гус Хиддинк, Андрей Аршавин, Барак Обама, Хиллари Клинтон |
| 11 (37) | У героев программы «Мульт личности» паника: случилось то, чего никто из них не ждал. Программу «Мульт личности» закрывают. Пугачева и Галкин пакуют вещи и перебираются в теплые края. Валуев и Аршавин рассуждают о том, как жить дальше, и строят предположения о тайном заговоре. Басков и Киркоров делят трон, корону и мантию Елизаветы II, Саакашвили винит во всём себя… А Собчак, Волочкова и Лолита готовят настолько откровенный номер, что даже просят увести от экранов детей! | 15 апреля 2012 года  | Владимир Познер, Дмитрий Нагиев, Николай Басков, Ксения Собчак, Дмитрий Дибров, Лолита Милявская, Николай Валуев, Андрей Аршавин, Григорий Лепс, Дмитрий Губерниев, Филипп Киркоров, Владимир Жириновский, Максим Галкин, Алла Пугачёва, Тина Канделаки, Геннадий Онищенко, Александр Лукашенко, Татьяна Тарасова, Глеб Пьяных, Карла Бруни, Сильвио Берлускони, Оксана Фёдорова, Григорий Перельман, Бенедикт XVI, Екатерина Андреева, Николай Дроздов, Александр Овечкин, Николя Саркози, Никита Михалков, Роман Абрамович, Рашид Нургалиев, Анастасия Волочкова, Михаил Задорнов, Михаил Саакашвили, Елизавета II, Геннадий Зюганов, Валентина Матвиенко |
| 12 (38) | Серия посвящена всем известной телевизионной игре «Что? Где? Когда?». Команда знатоков состоит из Волочковой, Губерниева, Канделаки, Онищенко, Диброва и капитана команды Лукашенко. Мужчины, как и полагается, в смокингах, женщины — в вечерних платьях. Все очень серьезные и настроены только на победу. Они отвечают на сложные вопросы, но строгий ведущий не всегда принимает их ответы. Немного расслабиться знатокам помогают музыкальные паузы — целых три раза они выходят в сад и танцуют под песни популярных исполнителей. Напряжение держится до самой последней минуты… | 8 мая 2012 года      | Владимир Жириновский, Александр Лукашенко, Дмитрий Дибров, Анастасия Волочкова, Геннадий Онищенко, Тина Канделаки, Дмитрий Губерниев, Андрей Аршавин, Николай Валуев, Мадлен Петров, Николай Басков, Оксана Фёдорова, Лолита Милявская, Максим Галкин, Михаил Задорнов, Елизавета II, Два личных Солдата-охранника Елизаветы II, Сергей Зверев, Барак Обама, Сергей Лавров, Григорий Лепс |
| 13 (39) | Михалков пытается вывести русский кинематограф на мировой уровень и снимает «Криминальное чтиво» с Пугачёвой, Галкиным и Малаховым, тем временем Лолита Милявская предлагает ему снять мультфильм «Шрек 2», Александр Лукашенко — «Такси 2», Николай Басков предлагает снять фильм «Маска», Владимир Жириновский — «Ералаш», Геннадий Онищенко и Валентина Матвиенко — «Убить Билла». | 3 июня 2012 года     | Максим Галкин, Алла Пугачёва, Анджелина Джоли, Никита Михалков, Андрей Малахов, Лолита Милявская, Тина Канделаки, Валентина Матвиенко, Анастасия Волочкова, Александр Лукашенко, Андрей Аршавин, Барак Обама, Хиллари Клинтон, Николай Басков, Стас Михайлов, Филипп Киркоров, Сергей Зверев, Владимир Жириновский, Геннадий Зюганов, Николай Валуев, Дмитрий Дибров, Геннадий Онищенко, Михаил Прохоров, Сергей Миронов, Борис Грызлов, Виталий Мутко, Люди в масках. |
| 14 (40) | Начался сезон отпусков, и поэтому в новой серии мы застаем наших героев в поезде. Диброва провожали, пока не ворвались Аршавин и Валуев, которые захватили купе. Спортличности выпивают с проводницей Тарасовой алкоголь, пока Аршавина не застаёт сам Мутко, после чего они с Диком Адвокатом забирают Андрея для подготовки к чемпионату Европы по футболу. Валуева оставили в компании с Дибровым. Пугачева набрала с собой полную сумку еды, но Галкин настаивает на походе в вагон-ресторан. В качестве музыкального сопровождения выступают барды (Миронов, Кудрин, Перельман и Басков) с песней под гитару, а во время отхода поезда по радио исполняют песню «Мой адрес — не дом и не улица…» на новый лад. На перроне во время остановки королева Елизавета в костюме «бурановской бабушки» продаёт окорочка, пирожки, картошку и… холодное пиво! | 24 июня 2012 года    | Дмитрий Дибров, Татьяна Тарасова, Николай Валуев, Андрей Аршавин, Николай Басков, Сергей Миронов, Григорий Перельман, Алексей Кудрин, Алла Пугачёва, Максим Галкин, Дик Адвокат, Виталий Мутко, Лолита Милявская, Елизавета II |

## Четвертый сезон
| Номер   | Описание выпуска | Дата премьеры        | Персонажи (в порядке появления) |
| ------- | --- | -------------------- | --- |
| 01 (41) | Герои собрались по важному вопросу: обсудить новый закон о защите детей от вредной информации. Чем заменить привычные слова и выражения? Как обойтись без сигарет и пива? Что значит «привлекательная форма»? Не все оказываются готовыми к новым правилам, за что получают суровое наказание. | 7 октября 2012 года  | Владимир Жириновский, Дмитрий Дибров, Николай Валуев, Андрей Аршавин, Николай Басков, Алла Пугачёва, Анастасия Волочкова, Владимир Познер, Мадлен Петров, Иван Ургант, Филипп Киркоров, Григорий Лепс, Геннадий Онищенко, Максим Галкин, Лолита Милявская, Тина Канделаки |
| 02 (42) | Автобус, битком набитый мультовыми персонажами, едет за город. Высовываясь в окна, они поют шуточные куплеты на мотив известной детской песенки. У всех хорошее настроение, ведь их пригласил в гости на свою дачу Никита Михалков. В этой поездке мы замечаем совсем дебютантку проекта Елену Ваенгу, которая обязательно нам споёт, когда все гости соберутся за столом. Но не всё будет так радостно, как в начале… | 21 октября 2012 года | Елена Ваенга, Иван Ургант, Геннадий Онищенко, Лолита Милявская, Анастасия Волочкова, Михаил Задорнов, Дмитрий Губерниев, Никита Михалков, Мадлен Петров, Мадлен Петрова. |
| 03 (43) | В новой серии герои «Мульт личности» пародируют шоу Первого канала «Голос». В роли ведущего, как и в оригинале, предстаёт Дмитрий Нагиев. В жюри отобрали Пугачёву, Боярского и Лукашенко, а также Фёдора Бондарчука, который впервые появляется в проекте. На их суд будет представлено несколько вокальных номеров от Стаса Михайлова, Николая Баскова, Барака Обамы и Хиллари Клинтон. В новых сценических образах выступят старые друзья — Аршавин и Валуев. И ещё одной парой, которая споёт для нас, будет супружеская чета Саркози и Бруни. | 11 ноября 2012 года  | Дмитрий Нагиев, Михаил Боярский, Александр Лукашенко, Алла Пугачёва, Фёдор Бондарчук, Стас Михайлов, Евгений Петросян, Елена Степаненко, Николай Басков, Николя Саркози, Карла Бруни, Андрей Аршавин, Николай Валуев, Барак Обама, Хиллари Клинтон |
| 04 (44) | Сергея Шойгу призвали в армию — на пост министра обороны. В результате освободился пост губернатора Московской области. Участвовать в выборах главы Подмосковья собрались мульты не только известных политиков, но и звёзд. | 25 ноября 2012 года  | Владимир Путин, Сергей Шойгу, Екатерина Андреева, Михаил Прохоров, Алла Пугачёва, Владимир Жириновский, Геннадий Зюганов, Валентина Матвиенко, Сергей Миронов, Фёдор Бондарчук, Никита Михалков, Анатолий Сердюков, Мадлен Петрова. |
| 05 (45) | Герои «Мульта» опасаются обещанного 21 декабря 2012 года конца света. Перельман и Валуев в роли полярников на Земле Франца Иосифа первыми сталкиваются с аномальными явлениями. На «Большой земле» о надвигающихся переменах знает только пророк Охлобыстин, который обращается с важным сообщением ко всему человечеству. В координационном центре проходит внеочередное совещание под предводительством Шойгу. На повестке дня — спасение планеты. В городе начинается паника и полная неразбериха…                                              | 16 декабря 2012 года | Григорий Перельман, Николай Валуев, Анастасия Волочкова, Мадлен Петров, Андрей Аршавин, Анатолий Чубайс, Николай Басков, Владимир Познер, Дмитрий Губерниев, Иван Охлобыстин, Сергей Зверев, Елена Ваенга, Дмитрий Дибров, Лолита Милявская, Валентина Матвиенко, Виталий Мутко, Сергей Шойгу, Геннадий Онищенко, Иван Ургант, Михаил Задорнов, Владимир Жириновский, Филипп Киркоров, Александр Лукашенко, Сильвио Берлускони, Франсуа Олланд, Елизавета II, Владимир Путин, Ангела Меркель, Барак Обама, Максим Галкин, Алла Пугачёва, Екатерина Андреева, Роберто Карлос |
| 06 (46) | Музыкальные открытки от Мультов в новогоднюю ночь: Анастасия Волочкова поёт гимн брендам; Лолита — песню про диету; королева Елизавета — о своей власти; квартет Губерниев-Аршавин-Валуев-Овечкин исполняет песню спортсменов, а Александр Лукашенко — песню про перемены. | 31 декабря 2012 года | Анастасия Волочкова, Тина Канделаки, Наоми Кэмпбелл, Оксана Федорова, Лолита Милявская, Андрей Аршавин, Николай Валуев, Дмитрий Губерниев, Александр Овечкин, Елизавета II, Два личных Солдата-охранника Елизаветы II, Александр Лукашенко, Мадлен Петров. |
| 07 (47) | В «Мульте личности» прибавление: популярный французский актер Жерар Депардье переехал в Россию, а вместе с ним и другие иностранцы решили эмигрировать в нашу страну. Среди них оба президента Франции (бывший и нынешний), Меркель, Обама, Берлускони и другие. Они собираются в роскошном ресторане Депардье, пьют, едят, поют и вспоминают былые времена. Самые лучшие места, изысканные деликатесы и развлечения — для особо важных русских гостей Депардье. Это красавица Наоми Доронина, а также её спутники — Аршавин и Валуев.             | 10 февраля 2013 года | Жерар Депардье, Франсуа Олланд, Николя Саркози, Ангела Меркель, Барак Обама, Сильвио Берлускони, Наоми Кэмпбелл, Андрей Аршавин, Николай Валуев, Иван Ургант, Владимир Познер, Анджелина Джоли, Гус Хиддинк, Михаил Саакашвили, Мадлен Петров, Мадлен Петрова, Елена Ваенга, Карла Бруни. |
| 08 (48) | Олимпийский комитет решает проблему с отменой участка маршрута Олимпийского огня «Чита-Новосибирск», и в итоге вычёркивают Губерниева. Тот пообещал отомстить. Киркоров, с новой причёской, показывает свои клипы к открытию Олимпиады. Жириновский переделывает слова на русский лад. Мутко показывает готовые Олимпийские объекты. Ночью кто-то украл факел. Михалков, тоже с новой причёской, устраивает разборку в стиле фильма «12». В итоге Киркоров сам приносит факел и объясняет, что факел ему был нужен для клипа.                      | 24 февраля 2013 года | Андрей Аршавин, Владимир Жириновский, Александр Овечкин, Дмитрий Губерниев, Михаил Прохоров, Виталий Мутко, Татьяна Тарасова, Филипп Киркоров, Анастасия Волочкова, Никита Михалков. |

### Комментарии
1. ↑  Выпуск вышел в составе программы «Оливье-шоу» без отдельного упоминания в программе передач. Аналогичная ситуация произошла и с последующими новогодними выпусками 2010—2012 годов.